# Tour de montage
 (novembre 2023).
Si vous disposez d'ouvrages ou d'articles de référence ou si vous connaissez des sites web de qualité traitant du thème abordé ici, merci de compléter l'article en donnant les références utiles à sa vérifiabilité et en les liant à la section « Notes et références ».

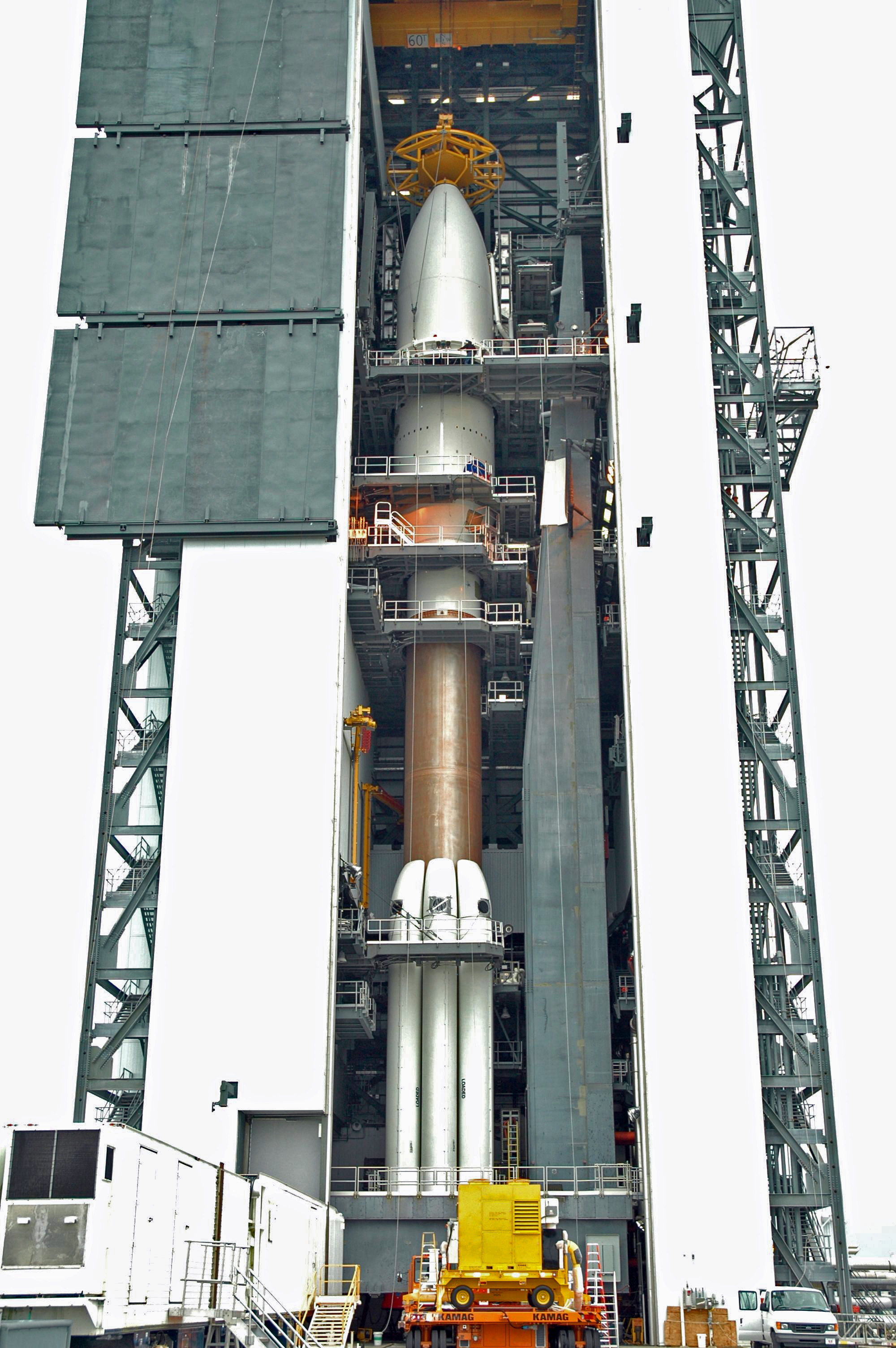
Tour de montage d.

Dans le domaine astronautique, une tour de montage, ou tour d'assemblage, est une structure au sol fixe ou mobile qui permet le montage de tout ou partie d'un lanceur à la verticale. Elle dispose d'un pont roulant pour effectuer l'assemblage des différents étages et de la charge utile. Des étages donnent accès aux différents niveaux du lanceur. La fusée est partiellement ou complètement encapsulée dans la tour pour être protégée des intempéries.
Lorsque la tour de montage se situe sur l'aire de lancement (par exemple Vega ou Delta II), elle est mobile : elle peut rouler sur des rails, ce qui permet de l'écarter de la fusée posée sur sa table de lancement avant son envol. Dans le cas contraire, la table de lancement est mobile et permet d'emporter la fusée assemblée jusqu'à l'aire de lancement (par exemple Atlas V, Saturn V, Ariane 5
Dans certains cas, le montage du lanceur se fait en deux temps. Les parties basses du lanceur sont assemblés dans un premier bâtiment fixe, puis amenées jusqu'à la tour de montage située sur l'aire de lancement, dans laquelle la partie supérieure du lanceur est assemblée (Ariane 4, Soyouz).

## Galerie

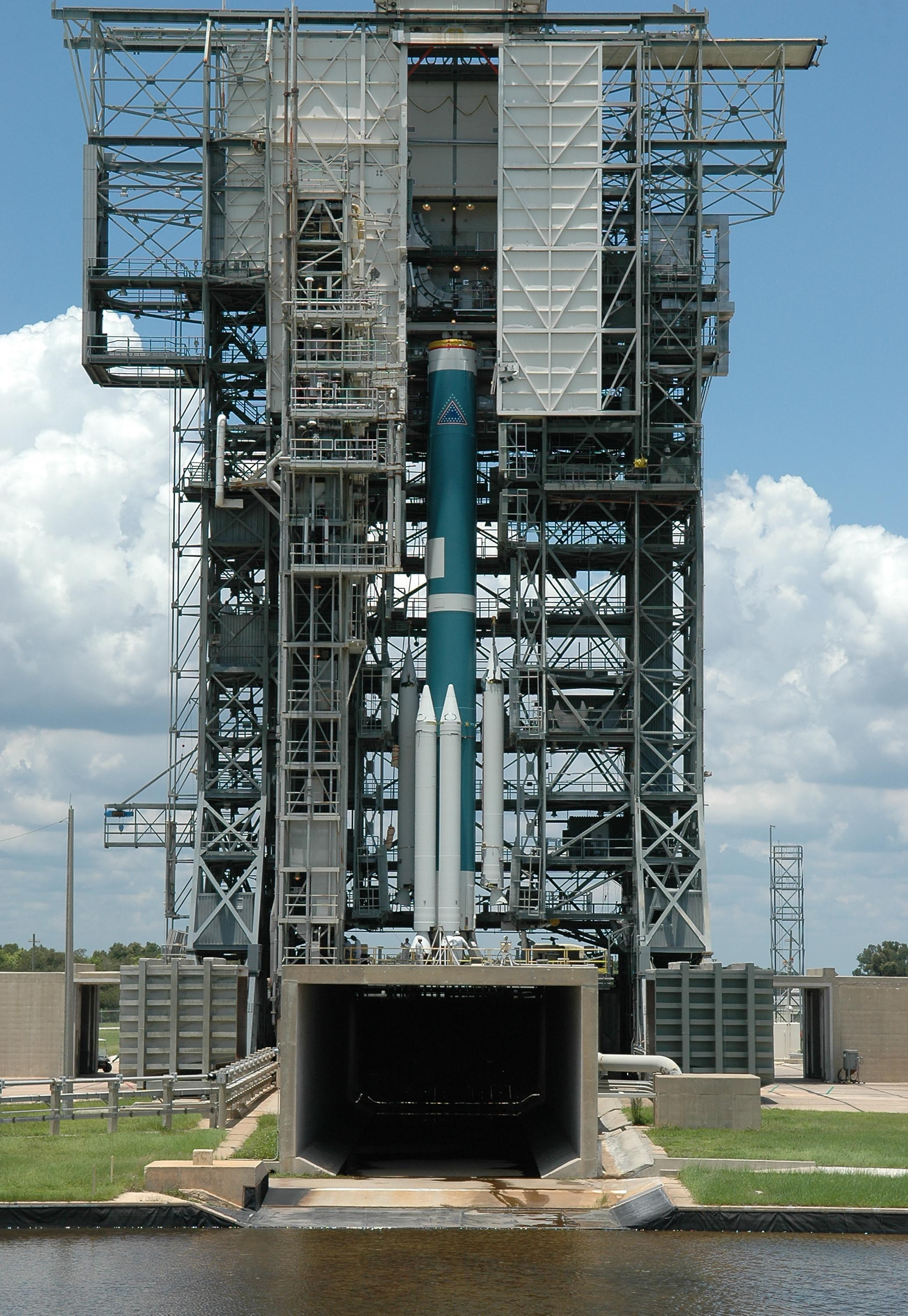
Tour d'assemblage de la Delta II. Seule la partie haute est protégée des intempéries.
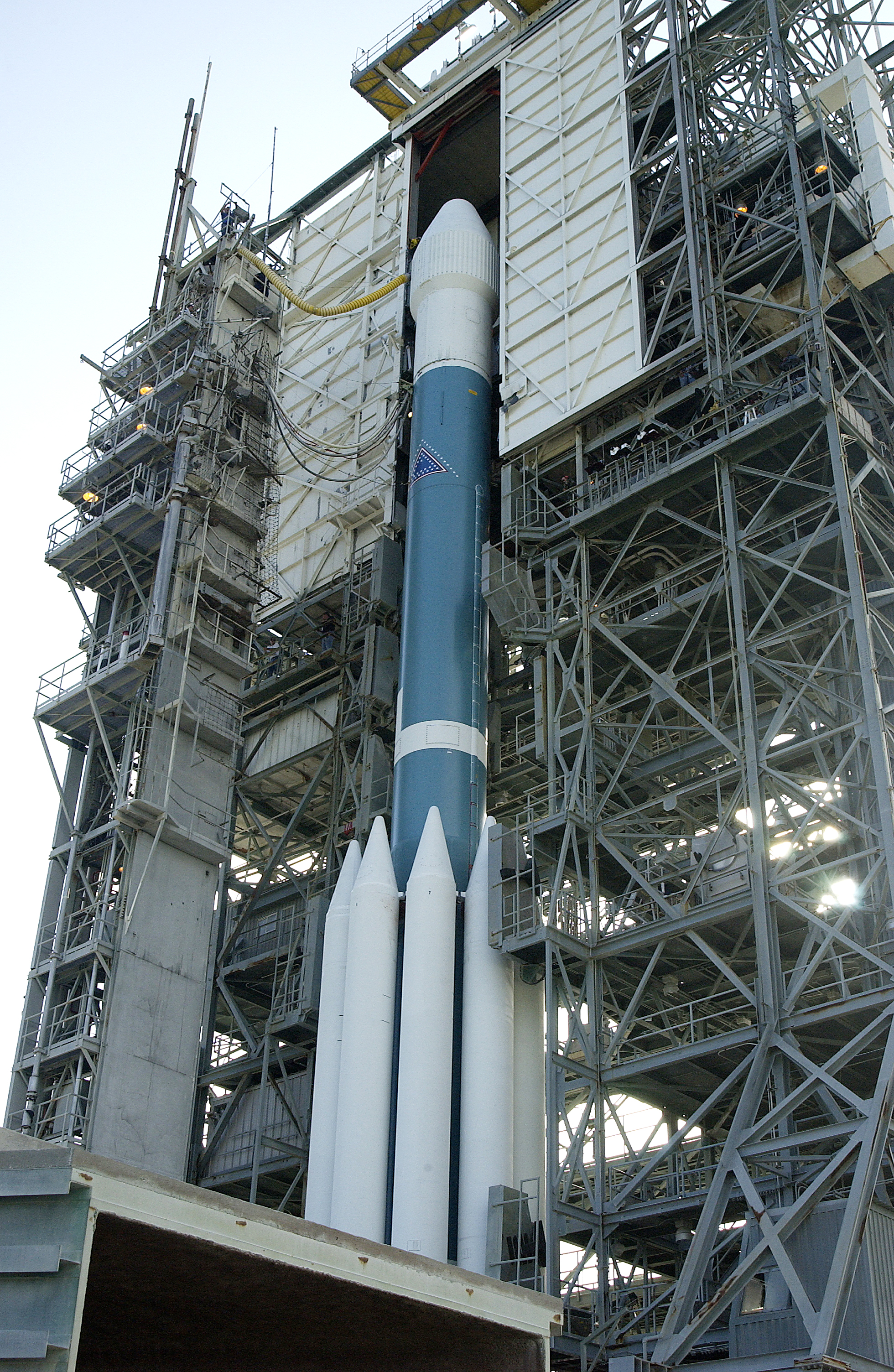
Retrait de la tour d'assemblage de la Delta II.
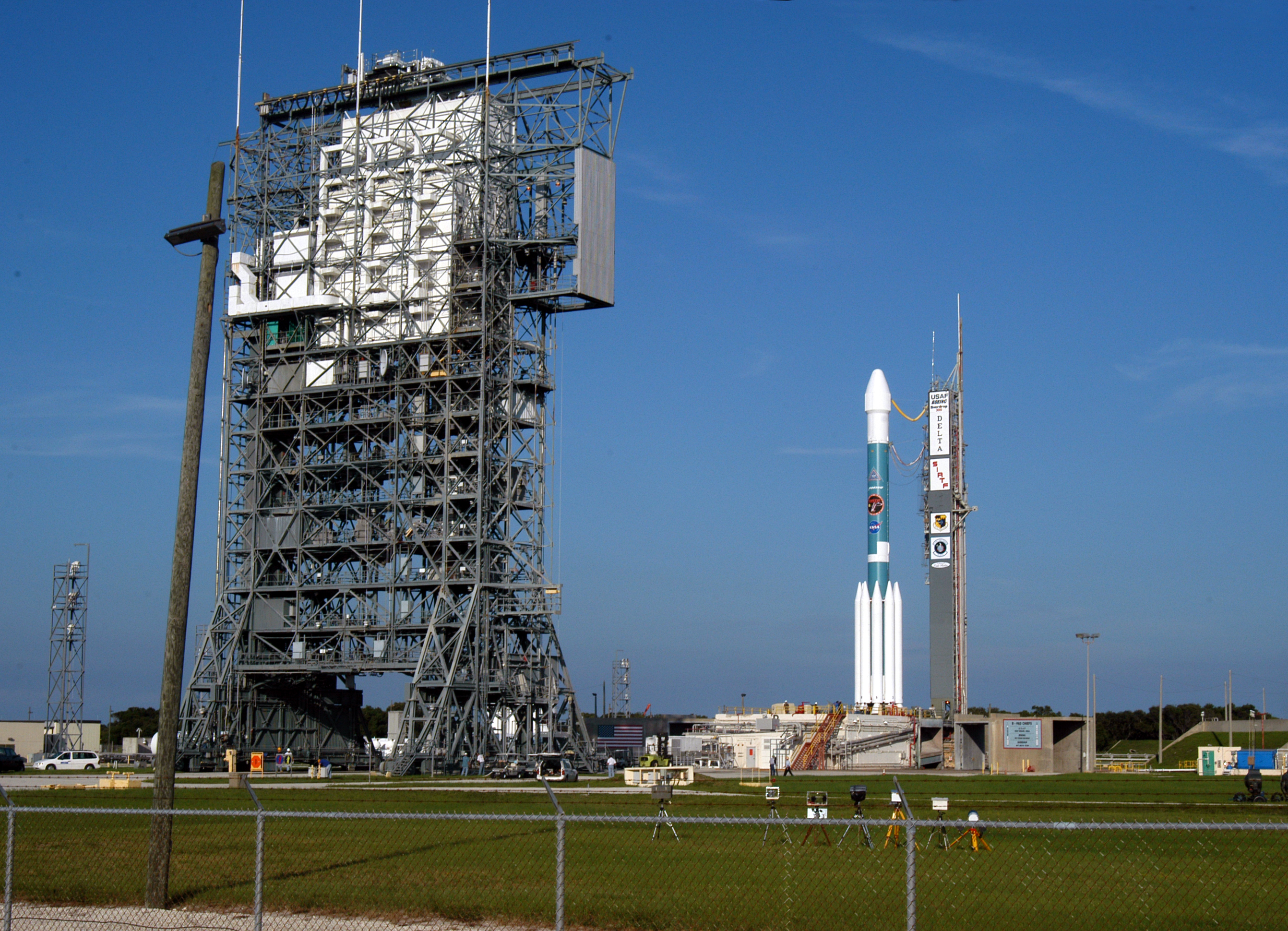
Retrait de la tour d'assemblage de la Delta II (suite).